# Mallorca Open 2018 - Qualificazioni singolare
Le qualificazioni del singolare del Mallorca Open 2018 sono state un torneo di tennis preliminare per accedere alla fase finale della manifestazione. Le vincitrici dell'ultimo turno sono entrate di diritto nel tabellone principale. In caso di ritiro di una o più giocatrici aventi diritto a queste sono subentrate le lucky loser, ossia le giocatrici che hanno perso nell'ultimo turno ma che avevano una classifica più alta rispetto alle altre partecipanti che avevano comunque perso nel turno finale.

## Teste di serie
1. Johanna Larsson (qualificata)
2. Alison Riske (qualificata)
3. Ajla Tomljanović (qualificata)
4. Rebecca Peterson (qualificata)
5. Viktória Kužmová (ultimo turno, lucky loser)
6. Andrea Petković (primo turno)

1. Sofia Kenin (qualificata)
2. Stefanie Vögele (ultimo turno, lucky loser)
3. Anna Blinkova (ultimo turno)
4. Magdalena Fręch (ultimo turno)
5. Ysaline Bonaventure (ultimo turno)
6. Carol Zhao (primo turno)

## Qualificate
1. Johanna Larsson
2. Alison Riske
3. Ajla Tomljanović

1. Rebecca Peterson
2. Sofia Kenin
3. Antonia Lottner

### Lucky loser
1. Viktória Kužmová

1. Stefanie Vögele

## Tabellone

### Legenda
| - Q = Qualificato - WC = Wild card - LL = Lucky loser | - ALT = Alternate - SE = Special Exempt - PR = Protected Ranking | - w/o = Walkover - r = Ritirato - d = Squalificato |

### Sezione 1
|  | Primo turno | Primo turno            | Primo turno            | Primo turno | Primo turno |  |  | Ultimo turno | Ultimo turno     | Ultimo turno | Ultimo turno | Ultimo turno |  |
|  |             |                        |                        |             |             |  |  |              |                  |              |              |              |  |
|  | 1           | Johanna Larsson        | Johanna Larsson        | 6           | 6           |  |  |              |                  |              |              |              |  |
|  |             | Kathinka von Deichmann | Kathinka von Deichmann | 3           | 4           |  |  | 1            | Johanna Larsson  | 5            | 7            | 6            |  |
|  |             | Maryna Zanevs'ka       | 4                      | 6           | 6           |  |  |              | Maryna Zanevs'ka | 7            | 6(1)         | 3            |  |
|  | 12          | Carol Zhao             | 6                      | 3           | 2           |  |  |              |                  |              |              |              |  |

### Sezione 2
|  | Primo turno | Primo turno         | Primo turno         | Primo turno | Primo turno |  |  | Ultimo turno | Ultimo turno    | Ultimo turno | Ultimo turno | Ultimo turno |  |
|  |             |                     |                     |             |             |  |  |              |                 |              |              |              |  |
|  | 2           | Alison Riske        | Alison Riske        | 6           | 6           |  |  |              |                 |              |              |              |  |
|  |             | Paula Badosa Gibert | Paula Badosa Gibert | 4           | 1           |  |  | 2            | Alison Riske    | 6            | 5            | 6            |  |
|  |             | Vitalia Diatchenko  | 3                   | 2           | r           |  |  | 10           | Magdalena Fręch | 3            | 7            | 2            |  |
|  | 10          | Magdalena Fręch     | 6                   | 5           |             |  |  |              |                 |              |              |              |  |

### Sezione 3
|  | Primo turno | Primo turno      | Primo turno     | Primo turno | Primo turno |  |  | Ultimo turno | Ultimo turno     | Ultimo turno     | Ultimo turno | Ultimo turno |  |
|  |             |                  |                 |             |             |  |  |              |                  |                  |              |              |  |
|  | 3           | Ajla Tomljanović | 3               | 6           | 6           |  |  |              |                  |                  |              |              |  |
|  | PR          | Barbora Štefková | 6               | 3           | 3           |  |  | 3            | Ajla Tomljanović | Ajla Tomljanović | 6            | 6            |  |
|  | WC          | Cornelia Lister  | Cornelia Lister | 3           | 2           |  |  | 9            | Anna Blinkova    | Anna Blinkova    | 4            | 3            |  |
|  | 9           | Anna Blinkova    | Anna Blinkova   | 6           | 6           |  |  |              |                  |                  |              |              |  |

### Sezione 4
|  | Primo turno | Primo turno       | Primo turno | Primo turno | Primo turno |  |  | Ultimo turno | Ultimo turno     | Ultimo turno | Ultimo turno | Ultimo turno |  |
|  |             |                   |             |             |             |  |  |              |                  |              |              |              |  |
|  | 4           | Rebecca Peterson  | 6           | 2           | 6           |  |  |              |                  |              |              |              |  |
|  |             | Tereza Martincová | 3           | 6           | 2           |  |  | 4            | Rebecca Peterson | 7            | 2            | 6            |  |
|  |             | Miyu Katō         | 3           | 7           | 3           |  |  | 8            | Stefanie Vögele  | 6(0)         | 6            | 0            |  |
|  | 8           | Stefanie Vögele   | 6           | 62          | 6           |  |  |              |                  |              |              |              |  |

### Sezione 5
|  | Primo turno | Primo turno      | Primo turno      | Primo turno | Primo turno |  |  | Ultimo turno | Ultimo turno     | Ultimo turno     | Ultimo turno | Ultimo turno |  |
|  |             |                  |                  |             |             |  |  |              |                  |                  |              |              |  |
|  | 5           | Viktória Kužmová | Viktória Kužmová | 6           | 6           |  |  |              |                  |                  |              |              |  |
|  | WC          | Lena Rüffer      | Lena Rüffer      | 0           | 4           |  |  | 5            | Viktória Kužmová | Viktória Kužmová | 4            | 4            |  |
|  | WC          | Rosa Vicens Mas  | Rosa Vicens Mas  | 2           | 0           |  |  | 7            | Sofia Kenin      | Sofia Kenin      | 6            | 6            |  |
|  | 7           | Sofia Kenin      | Sofia Kenin      | 6           | 6           |  |  |              |                  |                  |              |              |  |

|  | Primo turno | Primo turno          | Primo turno          | Primo turno | Primo turno |  |  | Ultimo turno | Ultimo turno        | Ultimo turno | Ultimo turno | Ultimo turno |  |
|  |             |                      |                      |             |             |  |  |              |                     |              |              |              |  |
|  | 6/WC        | Andrea Petković      | Andrea Petković      | 2           | 63          |  |  |              |                     |              |              |              |  |
|  |             | Antonia Lottner      | Antonia Lottner      | 6           | 7           |  |  |              | Antonia Lottner     | 3            | 6            | 6            |  |
|  |             | Veronika Kudermetova | Veronika Kudermetova | 4           | 0           |  |  | 11           | Ysaline Bonaventure | 6            | 3            | 4            |  |
|  | 11          | Ysaline Bonaventure  | Ysaline Bonaventure  | 6           | 6           |  |  |              |                     |              |              |              |  |